# Odio La Sad
| Recensione | Giudizio |
| ---------- | -------- |
| Rockol     |          |

Odio La Sad è il secondo album in studio del gruppo musicale italiano La Sad, pubblicato il 5 aprile 2024.

## Antefatti

Bandiera de La Sad presente sulla copertina dell'album Odio La Sad

L'album è stato anticipato dai singoli Summersad 4, Memoria e Autodistruttivo, con il quale il gruppo ha partecipato al Festival di Sanremo 2024, giungendo al 27º posto della classifica finale.
Il 14 marzo 2024, in concomitanza all'annuncio del titolo, è stato pubblicato su YouTube il trailer del disco Odio La Sad.
Il 19 marzo, ospiti a La volta buona su Rai 1, Theø, Fiks e Plant hanno dichiarato che la cover Lamette di Donatella Rettore, interpretata durante la quarta serata del Festival di Sanremo, sarebbe stata inclusa nell'album. Nei giorni successivi sono state comunicate, attraverso i canali social della band, altre tre collaborazioni: Non lo sai con Rose Villain, Goodbye con gli Articolo 31 e Maledetta vita con i Pinguini Tattici Nucleari. Il 2 aprile è stata resa nota la lista delle tracce.
Per la prima volta un disco de La Sad viene realizzato anche in formato LP: edizione in vinile blu, verde e rosa.

## Tracce
1. Odio La Sad – 2:32 (Enrico Fonte, Francesco Emanuele Clemente, Matteo Botticini)
2. Maledetta vita (feat. Pinguini Tattici Nucleari) – 2:55 (Enrico Fonte, Francesco Emanuele Clemente, Marco Paganelli, Matteo Botticini, Riccardo Zanotti)
3. Sad girl – 3:11 (Enrico Fonte, Francesco Emanuele Clemente, Marco Paganelli, Matteo Botticini)
4. Non lo sai (feat. Rose Villain) – 3:58 (Enrico Fonte, Francesco Emanuele Clemente, Marco Paganelli, Matteo Botticini, Rosa Luini)
5. Autodistruttivo – 3:08 (Enrico Fonte, Francesco Emanuele Clemente, Marco Paganelli, Matteo Botticini)
6. Goodbye (feat. Articolo 31) – 3:44 (Alessandro Aleotti, Francesco Emanuele Clemente, Matteo Botticini)
7. Memoria (feat. Bnkr44) – 3:45 (Andrea Locci, Enrico Fonte, Francesco Emanuele Clemente, Jacopo Adamo, Marco Vittiglio, Matteo Botticini, Simone Quercetani)
8. Il mio incubo peggiore – 3:21 (Enrico Fonte, Francesco Emanuele Clemente, Matteo Botticini)
9. Summersad 4 (feat. Naska) – 2:59 (Diego Caterbetti, Enrico Fonte, Francesco Emanuele Clemente, Matteo Botticini)
10. Lamette (feat. Donatella Rettore) – 2:48 (Claudio Filacchioni)
11. Fuck the wrld – 2:26 (Enrico Fonte, Francesco Emanuele Clemente, Matteo Botticini)

## Formazione
Gruppo
- Theø – voce
- Plant – voce
- Fiks – voce

## Successo commerciale
L'album debutta al terzo posto della Classifica FIMI Album, giungendo in prima posizione della Classifica FIMI Vinili nella stessa settimana.

## Classifiche
| Classifica (2024) | Posizione massima |
| ----------------- | ----------------- |
| Italia            | 3                 |
| Italia (vinili)   | 1                 |